# Benjamin Filter
Benjamin Filter (* 1981) ist ein deutscher Politiker der Alternative für Deutschland (AfD). Er ist seit 2024 Mitglied im Landtag Brandenburg.

## Leben
Benjamin Filter studierte von 2004 bis 2008 Informationswissenschaften an der Fachhochschule Potsdam und schloss diesem als Diplom-Dokumentar ab. Seit dem Studium gehört er der Berliner Burschenschaft Gothia (DB), mittlerweile als Alter Herr, an. Von 2009 bis 2017 arbeitete er als Projektleiter in der App-Entwicklung.
Er hat drei Kinder.

## Politik
Filter war ab 2013 in der AfD und von 2014 bis 2016 Schriftführer im AfD-Kreisverband Dahme-Spreewald und anschließend bis 2022 stellvertretender Vorsitzender. Ebenfalls ab 2014 war er bis 2018 Mitglied der Stadtverordnetenversammlung Königs Wusterhausen und dort stellvertretender Fraktionsvorsitzender. Von 2017 bis 2024 Mitarbeiter des Bundestagsabgeordneten Steffen Kotré. Er war von 2019 bis 2025 Kreis- und Fraktionsvorsitzender im Kreistag der AfD im Landkreis Dahme-Spreewald. Bei der Landtagswahl in Brandenburg 2024 kandidierte er im Landtagswahlkreis Dahme-Spreewald II/Oder-Spree I und erhielt er ein Abgeordnetenmandat über die Landesliste. Dort ist er Vorsitzender des Wahlprüfungsausschusses. Für seine Fraktion ist er Sprecher für Kommunalpolitik, Digitalisierung und KI.